# Carl-Georg Aurell
Carl-Georg Paul Aurell, född 8 februari 1910 i Johannes församling, Stockholm, död 2 oktober 1999 i Göteborgs Vasa församling, Göteborg, var en svensk elektroingenjör. 
Aurell, som var son till direktör Georg Aurell och Gertrud Isberg, utexaminerades från Kungliga Tekniska högskolan 1932, blev teknologie doktor där 1940 och docent i telegrafi och telefoni där 1945. Han var överingenjör vid Telefon AB L.M. Ericsson, chef dess mikrovågavdelning 1942–1956, professor i telekommunikation vid Chalmers tekniska högskola 1956–1963 och i informationsteori där 1963–1976. Han invaldes som ledamot av Kungliga Ingenjörsvetenskapsakademien 1954. Carl-Georg Aurell är begravd på Norra begravningsplatsen utanför Stockholm.